# Cái chết của Eric Garner
Vào ngày 17 tháng 7 năm 2014, Eric Garner đã chết ở quận Đảo Staten của thành phố New Yorksau khi Daniel Pantaleo, một sĩ quan Sở cảnh sát thành phố New York (NYPD), làm anh bị nghẹt thở trong khi bắt giữ anh ta. Đoạn video về vụ việc đã tạo ra sự chú ý rộng rãi trên toàn quốc và đặt ra câu hỏi về việc sử dụng vũ lực phù hợp của cơ quan thực thi pháp luật.
Các nhân viên của NYPD đã tiếp cận Garner vào ngày 17 tháng 7 vì nghi ngờ bán thuốc lá lẻ từ các gói không có tem thuế. Sau khi Garner nói với cảnh sát rằng anh ta mệt mỏi vì bị quấy rối và anh ta không bán thuốc lá, các sĩ quan đã chuyển sang bắt giữ Garner. Khi Pantaleo đặt tay lên Garner, Garner từ chối hợp tác và kéo tay anh ra. Pantaleo sau đó đặt cánh tay quanh cổ Garner và vật anh xuống đất. Với nhiều sĩ quan đang giữ chặt anh ta, Garner lặp lại câu nói "Tôi không thể thở" 11 lần trong khi nằm úp mặt trên vỉa hè. Sau khi Garner bất tỉnh, các sĩ quan quay anh nằm ngửa để anh dễ thở hơn. Garner vẫn nằm trên vỉa hè trong bảy phút trong khi các sĩ quan chờ xe cứu thương đến. Garner được phát hiện đã chết tại một bệnh viện khu vực khoảng một giờ sau đó.
Người kiểm tra y tế phán quyết cái chết của Garner là một vụ giết người. Theo định nghĩa của giám định y tế, một vụ giết người là một cái chết do hành động cố ý của người khác hoặc người khác; việc sử dụng thuật ngữ này không nhất thiết có nghĩa là tội phạm đã được thực hiện. Cụ thể, khám nghiệm tử thi chỉ ra rằng cái chết của Garner là do kẹp cổ, nén ngực ở tư thế nằm trong khi bị cảnh sát kiềm chế".  Hen suyễn và bệnh tim được coi là yếu tố góp phần gây ra cái chết.
Vào ngày 3 tháng 12 năm 2014, một bồi thẩm đoàn lớn ở hạt Richmond đã quyết định không truy tố Pantaleo. Quyết định này đã khuấy động các cuộc biểu tình công cộng và các cuộc biểu tình, với những người biểu tình cáo buộc về sự tàn bạo của cảnh sát. Cho đến ngày 28 tháng 12 năm 2014, ít nhất 50 cuộc biểu tình đã được tổ chức trên toàn Hoa Kỳ để đối phó với vụ án Garner, trong khi hàng trăm cuộc biểu tình chống lại sự tàn bạo của cảnh sát nói chung đã coi Garner là tâm điểm. Vào ngày 13 tháng 7 năm 2015, một giải quyết ngoài tòa án đã được công bố, trong đó Thành phố New York sẽ trả cho gia đình Garner 5,9 triệu đô la Mỹ. Năm 2019, Bộ Tư pháp Hoa Kỳ đã từ chối đưa ra các cáo buộc hình sự đối với Pantaleo theo luật dân quyền liên bang. Một phiên điều trần kỷ luật của Sở Cảnh sát New York liên quan đến việc đối xử với Garner của Pantaleo đã được tổ chức vào mùa hè năm 2019; vào ngày 2 tháng 8 năm 2019, một thẩm phán hành chính khuyến nghị việc làm của Pantaleo bị chấm dứt. Pantaleo đã bị sa thải vào ngày 19 tháng 8 năm 2019, hơn năm năm sau cái chết của Garner.